# Les 100 millors pel·lícules del cinema argentí

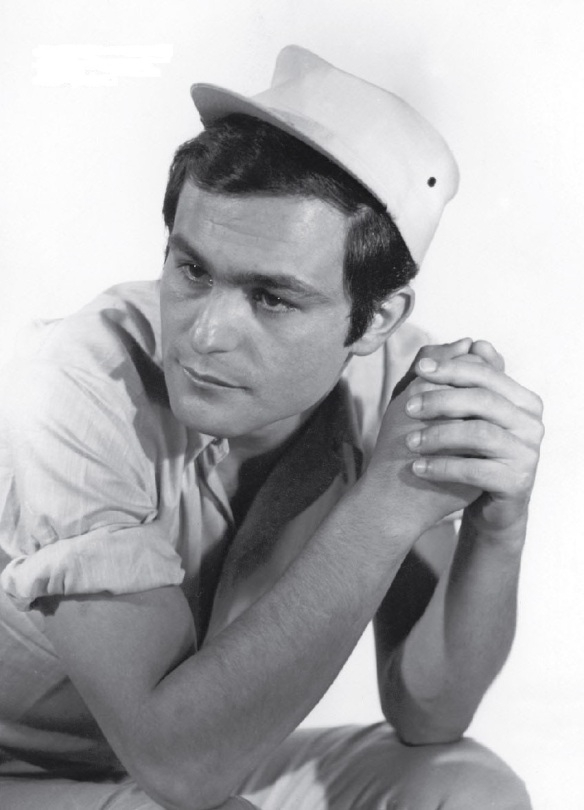
En la llista de 2022, Leonardo Favio va ser el director amb major presència entre les cent pel·lícules més esmentades, amb vuit títols.

Les 100 millors pel·lícules del cinema argentí, també coneguda com l' «Encuesta de cine argentino», és una enquesta d'opinió per a establir una llista de les 100 millors pel·lícules del cinema de l'Argentina de tots els temps. L'enquesta original va ser duta a terme pel Museo del Cine Pablo Ducrós Hicken en els anys 1977, 1984, 1991 i 2000. El 2022, es va realitzar una nova edició, organitzada per les revistes de cinema La vida útil, Taipei i La tierra quema, amb suport de l'INCAA, el Festival Internacional de Cinema de Mar del Plata, el Festival Internacional de Cinema de La Plata FestiFreak, la Casa de la Cultura de General Roca i el Museo del Cine Pablo Ducrós Hicken.
A les llistes de 1977 y 1984, Prisioneros de la tierra de Mario Soffici (1939) va aconseguir el primer lloc, mentre que Crónica de un niño solo (1965) de Leonardo Favio va ser la més votada el 2000. A l'enquesta de 2022, el primer lloc va ser La Ciénaga (2001) de Lucrecia Martel per àmplia diferència. La llista de 2022 va generar debat sobre la necessitat d'una Cinemateca nacional (una demanda de llarga data de la comunitat cinematogràfica local), ja que el difícil o inexistent accés a moltes obres del passat va afectar molt el resultat.

## Enquestes del Museo del Cine Pablo Ducrós Hicken
Les enquestes originals van ser dutes a terme pel Museo del Cine Pablo Ducrós Hicken de Buenos Aires en els anys 1977, 1984, 1991 i 2000. L'última enquesta va ser publicada en el número 4 de La mirada cautiva, la revista del museu, que també va incloure els deu primers llocs de les enquestes de 1977 i 1984.

## Enquesta de 2022

### Realització
En 2022, les revistes de cinema La vida útil, Taipei i La tierra quema van decidir dur a terme una nova enquesta inspirada en les anteriors. En l'editorial que acompanya la llista, van declarar: «Quan integrants de les nostres revistes es van assabentar de la seva existència, gairebé en simultani i per diferents vies, immediatament pensem que seria una bona idea portar endavant una nova versió de l'enquesta». El projecte va ser realitzat amb suport del INCAA, el Festival Internacional de Cinema de Mar del Plata, el Festival Internacional de Cinema de La Plata FestiFreak, la Casa de la Cultura de General Roca i el Museo del Cine Pablo Ducrós Hicken.
Van participar en l'enquesta de 2022 diversos crítics, periodistes, investigadors, historiadors, programadors, col·leccionistes, directors, guionistes, productors, actors, directors de fotografia, muntatgistes i sonidistes, entre altres rúbriques relacionades al cinema. Es van enviar més de 1000 invitacions de les quals es van obtenir 546 respostes que van incloure 812 títols diferents; cada participant va triar les seves deu pel·lícules argentines preferides, de qualsevol any i durada, tenint totes el mateix valor a l'hora del comptatge. A causa de les coincidències en nombres de vots, es van conformar 62 llocs de rànquing, i el «Top 100» en realitat consta de 103 pel·lícules dividides en 52 llocs.
Els resultats de la «Enquesta de cinema argentí 2022» van ser presentats en el 37è Festival Internacional de Cinema de Mar del Plata l'11 de novembre de 2022. Durant la presentació de la llista, Paula Félix-Didier, directora del Museo del Cine Pablo Ducrós Hicken, va declarar que l'«enquesta té la idea concreta i explícita d'elaborar un cànon del cinema argentí i serveix per a discutir, obrir portes i cridar l'atenció sobre algunes coses». El primer lloc va ser per a La Ciénaga de Lucrecia Martel per àmplia diferència.

### Anàlisi i crítiques
L'editorial oficial que va acompanyar la publicació de l'enquesta —signada per La vida útil, Taipei i La tierra quema— va llançar una sèrie de reflexions:
| « | Entre l'última edició i l'actual han passat vint-i-dos anys, la major quantitat de temps sense que l'enquesta tingués lloc. En aquestes dues últimes dècades va haver-hi importants transformacions tant estructurals com estètiques al cinema argentí. Considerem que aquest és un moment especialment interessant per a fer una actualització, després de l'emergència i el declivi del Nou Cinema Argentí, del qual l'enquesta anterior mostrava els seus primers passos en incorporar dues pel·lícules clau entre les més triades: Mundo grúa i Pizza, birra, faso. En els anys següents, aquest canvi de paradigma no sols es va consolidar, sinó que també es va anar diluint i va donar lloc a un post-NCA, de característiques més imprecises. Aquests resultats aspiren a ser un input per a construir noves hipòtesis i lectures globals sobre el cinema de les últimes dècades. En els anys transcorreguts entre totes dues enquestes va haver-hi també fortes transformacions polítiques i socials. La crisi del 2001, així com la irrupció del kirchnerisme, per posar dos factors clau, han provocat profundes turbulències, entre elles, un increment de la discussió i el compromís polítics. Creiem que això podria vincular-se, per exemple, amb l'aparició d'una pel·lícula de Raymundo Gleyzer, absent en tot llistat previ, entre les 15 més triades. De la mateixa forma, trobem una ascendent presència de documentals, tant entre les deu més votades com en els resultats generals. En resum, hi ha múltiples factors i variables que intervenen en els resultats i que fan a una llista en la qual s'expressen símptomes de diversa naturalesa i en la qual conviuen —a vegades, en pugna— diferents tendències. Finalment, ens interessa remarcar la quantitat de vegades que apareix, en les respostes de lxs encuestadxs, la idea que, d'existir una cinemateca nacional, les seves respostes podrien ser radicalment diferents. Creiem que l'absència de polítiques estatals que resguardin el nostre patrimoni nacional, les males condicions en què sobreviuen una immensitat de còpies (en els casos en què encara existeixen), el difícil o nul accés a moltes pel·lícules i l'avantatge del cinema més recent en termes de condicions materials d'exhibició han acabat per afectar el resultat. Per això ens sembla important agrair a les persones, festivals i institucions que, amb mínims recursos, s'ocupen que puguem veure cinema argentí en la millor qualitat possible. De no ser per elles, probablement moltes pel·lícules no haurien tingut tanta presència en l'enquesta. | » |

En un assaig publicat a Con los ojos abiertos, Nicolás Prividera —director d'Adiós a la memoria (2020), que integra el «Top 100»— c va celebrar l'existència de l'enquesta però va criticar tant l'execució com el resultat. Pel que fa a l'execució de la llista, va opinar:
| « | Anem llavors a la clau de l'equívoc: "A cada participant se li va demanar una llista de les seves deu pel·lícules argentines preferides (...) amb l'objectiu d'aconseguir les cent millors". D'aquesta incongruència entre comanda i objectiu deriva un problema de base: Aquesta llista no pot ser llegida ni avaluada com un possible cànon, però tampoc com un mer assenyalament del gust d'una època. Probablement el resultat hauria estat diferent si s'hagués optat entre "millors" o "preferides", o en tot cas fer dues llistes o enquestes per a veure la diferència... Tal com va quedar, per exemple, Esperando la carroza té més vots que Prisioneros de la tierra, sense que sigui clar com avaluar o pensar aquest resultat: La hi proposa com una de les "bones", o només s'assumeix el seu lloc en la memòria popular? (...) En definitiva, la qual cosa no deixa veure amb claredat l'enquesta és si el resultat (el que sembla sobrar o faltar) respon al que Williams va dir "tradició selectiva", o simplement al poc coneixement de la història del cinema argentí. (...) Que la llista de votants sigui tan àmplia podria ajudar almenys a tenir una estadística, si el criteri hagués estat parell. Però aquí es barreja notòriament "la bíblia i el calefón": Em refereixo als resultats, no als votants (encara que alguns assumeixen a les xarxes que van votar sense tenir total coneixement), vist que els prejudicis s'esvaeixen en veure les insòlites eleccions de notoris coneixedors del cinema argentí, que tenen almenys una visió panoràmica del seu camp. Abunden les sorpreses, en el millor i pitjor sentit ... (...) Aquí es comprova també que hagués estat bo establir algunes regles clares, vista la quantitat de participants que tenen el impudor de votar-se a si mateixos, a les seves parelles, o les pel·lícules de les quals van formar part. Encara que sospitem que ni tan sols una comanda expressa hauria aconseguit eludir les afinitats electives (per no dir l'amiguisme) que campeja en aquests casos. El problema és que amb una dispersió de vots tan gran (en la qual amb només 11 s'accedeix a un lloc entre els "100") cada vot compta i alguns acords més o menys esperables poden incidir en els resultats. Un altre problema és la quantitat de pel·lícules a triar: alguns esmenten menys de 10, i altres evidentment podrien o voldrien esmentar moltes més. Probablement el resultat també hauria estat diferent d'haver pogut sumar altres pel·lícules a cada llista, la qual cosa hagués donat més vots a moltes de les quals van quedar perdudes (bona part del conjunt han tingut només un vot) i assegurat un lloc major a altres (encara que sense la distinció entre "millors" i "preferides" tal vegada no hagués variat molt la confusió). | » |

Quant als resultats, Prividera va escriure:
| « | Comencem per la constatació numèrica, per a veure si podem interpretar-la d'alguna manera. Els editors assenyalen que "més de la meitat de les primeres cent pel·lícules no havien aparegut en enquestes anteriors, i al voltant d'un terç d'aquestes cent van ser estrenades després del 2000". Hi ha escasses pel·lícules prèvies als anys 60, i cap entre els primers llocs: la primera és Las aguas bajan turbias en el lloc 14. Moltes de les altres (com Los tallos amargos o No abras nunca esa puerta) responen notòriament a la recent difusió de les seves restauracions, no degudes precisament a una iniciativa local, però que mostra la potència que podria tenir l'existència i el funcionament d'una Cinemateca Nacional, més enllà de la seva funció primordial de preservació. (...) Leonardo Favio (...) va ficar cinc títols en el Top 20. no és curiós, vist que sol ser un dels pocs cineastes que tothom solen esmentar amb reverència (encara que trobar la seva influència sigui més difícil). Tampoc crida l'atenció la preferència per les seves pel·lícules dels 60, que poden relacionar-se més fàcilment amb el Nou Cinema Argentí dels 90, la notòria nova incorporació en aquesta enquesta, no sols quant a pel·lícules sinó a votants. (...) Hi ha notòries incorporacions i exclusions, ascensos i també descensos notables. En relació amb l'enquesta de 2000: Camila va passar del lloc 2 al 27, La historia oficial del 8 al 35, La Patagonia rebelde del 3 al 30, Rosaura a las diez, del 4 al 23, La guerra gaucha, del 7 al 77, per citar només alguns casos. Però entre les 100 també hi ha molt de l'abans menyspreat "cinema dels 80": No sols Esperando la carroza o Tiempo de revancha (aquesta en el merescut top five) sinó films abans invisibles com Juan, como si nada hubiera sucedido o Habeas Corpus, que demostren que si aquesta dècada no va ser prodigiosa almenys va ser més rica del que les seves odiadores proposen. (...) Un altre resultat cridaner és la per contra benvinguda presència del cinema experimental, encara que la que va aconseguir un lloc entre les 100 sigui Ofrenda, de Claudio Caldini. (...) També succeeix, si parlem d'injustícies, que hi ha cineastes esmentats només per una pel·lícula, que tenen unes altres igualment considerables, com Romero (Tres anclados en París), Vallejo (Reflexiones de un salvaje) o Echeverría (Cuarentena), només per nomenar grans pel·lícules sobre l'exili. Així, és de desitjar que, a més de pujades i baixades, en futures votacions es trobin pel·lícules que en aquesta no van tenir ni un vot. Per esmentar només algunes notables dels anys 70: El habilitado (una pel·lícula que pot dialogar amb el cinema de Poliak), La hora de María y el pájaro de oro (un Nazareno amb consciència de classe) i Los miedos (que els nostres nombrosos cultores del gènere ignoren). En fi: esperem que l'enquesta serveixi per a veure, sobretot, el que falta. Però no esperin a la cada vegada més llunyana Cinemateca… Mai tindrem una retrospectiva completa de Christensen, Saslavsky o Torre Nilsson, en estupendes còpies restaurades, com qualsevol país del món amb la tradició (in)visible del cinema argentí. Caldrà continuar depenent de la poca voluntat de l'INCAA (que no és sinó el resultat de la poca voluntat de la indústria), i de l'activitat incansable d’arxivers com Fernando Martín Peña (sense qui ni Juan ni Los traidores haguessin picat en punta en aquesta llista), i per descomptat dels abnegats o resignats cinèfils que comparteixen les seves millors còpies on poden o els deixen... | » |

## Resultats

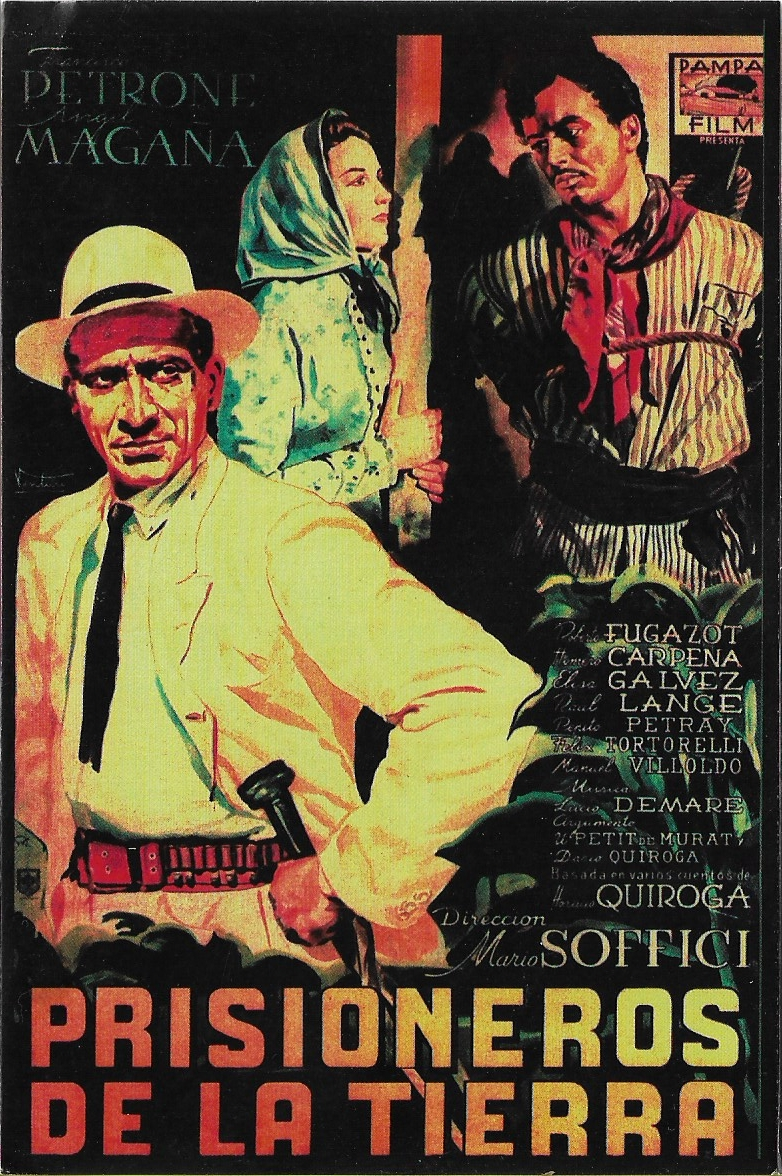
Prisioneros de la tierra (1939) de Mario Soffici va ser triada com la millor pel·lícula argentina de tots els temps en les enquestes de 1977 i 1984.

Els deu primers llocs de les enquestes de 1977 i 1984, així com les cent més votades en l'enquesta de 2000, van ser publicats en el número 4 de La mirada cautiva, la revista del Museo del Cine Pablo Ducrós Hicken.

### Top 10 de 1977
| Pos. | Títol                    | Director               | Any  |
| ---- | ------------------------ | ---------------------- | ---- |
| 1    | Prisioneros de la tierra | Mario Soffici          | 1939 |
| 2    | La casa del ángel        | Leopoldo Torre Nilsson | 1957 |
| 3    | La guerra gaucha         | Lucas Demare           | 1942 |
| 4    | Así es la vida           | Francisco Múgica       | 1939 |
| 5    | La vuelta al nido        | Leopoldo Torres Ríos   | 1938 |
| 6    | Las aguas bajan turbias  | Hugo del Carril        | 1952 |
| 7    | El jefe                  | Fernando Ayala         | 1958 |
| 8    | La dama duende           | Luis Saslavsky         | 1945 |
| 9    | Malambo                  | Alberto de Zavalía     | 1942 |
| 10   | Fuera de la ley          | Manuel Romero          | 1937 |

### Top 10 de 1984
| Pos. | Títol | Director               | Any  |
| ---- | --- | ---------------------- | ---- |
| 1    | Prisioneros de la tierra                                                                                           | Mario Soffici          | 1939 |
| 2    | La Patagonia rebelde                                                                                               | Héctor Olivera         | 1974 |
| 3    | La guerra gaucha                                                                                                   | Lucas Demare           | 1942 |
| 4    | Las aguas bajan turbias                                                                                            | Hugo del Carril        | 1952 |
| 5    | Tiempo de revancha                                                                                                 | Adolfo Aristarain      | 1981 |
| 6    | La casa del ángel                                                                                                  | Leopoldo Torre Nilsson | 1957 |
| 7    | Los isleros | Lucas Demare           | 1951 |
| 8    | La tregua | Sergio Renán           | 1974 |
| 9    | Este es el romance del Aniceto y la Francisca, de cómo quedó trunco, comenzó la tristeza y unas pocas cosas más... | Leonardo Favio         | 1967 |
| 10   | El jefe | Fernando Ayala         | 1958 |

### Top 100 de 2000

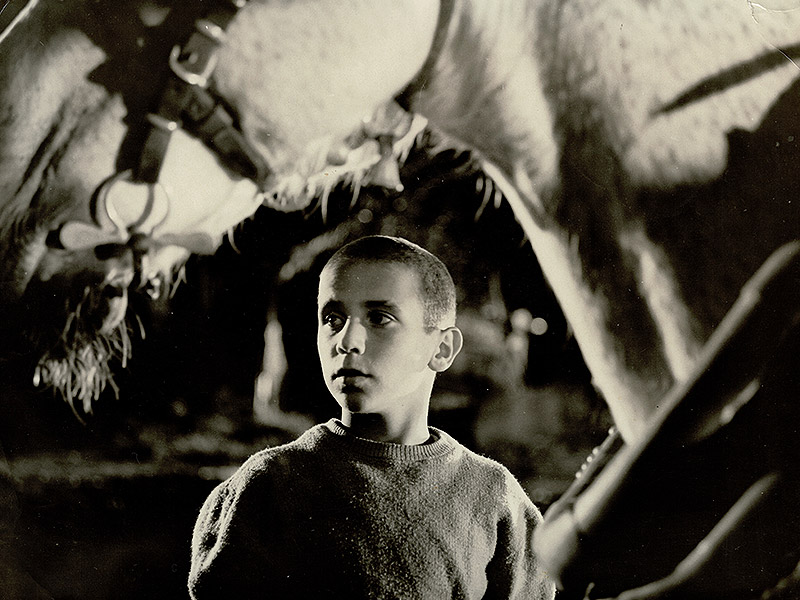
Crónica de un niño solo (1965) de Leonardo Favio va ser triada com la millor pel·lícula argentina de tots els temps en l'enquesta de 2000.

A causa de les coincidències en nombre de vots, la llista de les 100 millors pel·lícules en realitat consta de 101 pel·lícules dividides en 43 llocs.
| Pos. | Títol | Director/a                                    | Any  | Vots |
| ---- | --- | --------------------------------------------- | ---- | ---- |
| 1    | Crónica de un niño solo                                                                                            | Leonardo Favio                                | 1965 | 76   |
| 2    | Camila | María Luisa Bemberg                           | 1984 | 75   |
| 3    | Las aguas bajan turbias                                                                                            | Hugo del Carril                               | 1952 | 72   |
| 3    | La Patagonia rebelde                                                                                               | Héctor Olivera                                | 1974 | 72   |
| 4    | Rosaura a las diez                                                                                                 | Mario Soffici                                 | 1958 | 68   |
| 5    | Este es el romance del Aniceto y la Francisca, de cómo quedó trunco, comenzó la tristeza y unas pocas cosas más... | Leonardo Favio                                | 1967 | 67   |
| 6    | Prisioneros de la tierra                                                                                           | Mario Soffici                                 | 1939 | 66   |
| 6    | La tregua | Sergio Renán                                  | 1974 | 66   |
| 7    | La guerra gaucha                                                                                                   | Lucas Demare                                  | 1942 | 65   |
| 8    | La historia oficial                                                                                                | Luis Puenzo                                   | 1985 | 63   |
| 9    | Juan Moreira | Leonardo Favio                                | 1973 | 62   |
| 9    | Mundo grúa | Pablo Trapero                                 | 1999 | 62   |
| 9    | Tiempo de revancha                                                                                                 | Adolfo Aristarain                             | 1981 | 62   |
| 10   | La casa del ángel                                                                                                  | Leopoldo Torre Nilsson                        | 1957 | 61   |
| 10   | Apenas un delincuente                                                                                              | Hugo Fregonese                                | 1949 | 61   |
| 10   | Hombre mirando al sudeste                                                                                          | Eliseo Subiela                                | 1986 | 61   |
| 10   | Pizza, birra, faso                                                                                                 | Bruno Stagnaro i Israel Adrián Caetano        | 1998 | 61   |
| 11   | Los isleros | Lucas Demare                                  | 1951 | 59   |
| 12   | Esperando la carroza                                                                                               | Alejandro Doria                               | 1985 | 58   |
| 13   | Los inundados | Fernando Birri                                | 1962 | 57   |
| 14   | El dependiente | Leonardo Favio                                | 1969 | 55   |
| 14   | Dios se lo pague                                                                                                   | Luis César Amadori                            | 1948 | 55   |
| 14   | Un lugar en el mundo                                                                                               | Adolfo Aristarain                             | 1992 | 55   |
| 15   | La película del rey                                                                                                | Carlos Sorín                                  | 1986 | 54   |
| 15   | Tangos, el exilio de Gardel                                                                                        | Fernando "Pino" Solanas                       | 1986 | 54   |
| 16   | Shunko | Lautaro Murúa                                 | 1960 | 53   |
| 17   | Hombre de la esquina rosada                                                                                        | René Mugica                                   | 1962 | 50   |
| 17   | La mano en la trampa                                                                                               | Leopoldo Torre Nilsson                        | 1961 | 50   |
| 18   | Pelota de trapo | Leopoldo Torres Ríos                          | 1948 | 49   |
| 18   | La Raulito | Lautaro Murúa                                 | 1975 | 49   |
| 19   | Alias Gardelito | Lautaro Murúa                                 | 1961 | 48   |
| 20   | El jefe | Fernando Ayala                                | 1958 | 47   |
| 20   | Sol de otoño | Eduardo Mignogna                              | 1996 | 47   |
| 21   | La deuda interna                                                                                                   | Miguel Pereira                                | 1988 | 46   |
| 22   | Boquitas pintadas                                                                                                  | Leopoldo Torre Nilsson                        | 1974 | 45   |
| 22   | La hora de los hornos                                                                                              | Fernando "Pino" Solanas                       | 1968 | 45   |
| 23   | Últimos días de la víctima                                                                                         | Adolfo Aristarain                             | 1982 | 44   |
| 24   | Breve cielo | David José Kohon                              | 1969 | 43   |
| 24   | Gatica, el mono | Leonardo Favio                                | 1993 | 43   |
| 24   | Pampa bárbara | Lucas Demare i Hugo Fregonese                 | 1945 | 43   |
| 24   | La vuelta al nido                                                                                                  | Leopoldo Torres Ríos                          | 1938 | 43   |
| 25   | Casas de fuego | Juan Bautista Stagnaro                        | 1995 | 42   |
| 25   | Quebracho | Ricardo Wullicher                             | 1974 | 42   |
| 26   | De eso no se habla                                                                                                 | María Luisa Bemberg                           | 1993 | 41   |
| 27   | Darse cuenta | Alejandro Doria                               | 1984 | 40   |
| 27   | Los martes, orquídeas                                                                                              | Francisco Múgica                              | 1941 | 40   |
| 27   | Miss Mary | María Luisa Bemberg                           | 1986 | 40   |
| 27   | Pajarito Gómez | Rodolfo Kuhn                                  | 1965 | 40   |
| 28   | Buenos Aires viceversa                                                                                             | Alejandro Agresti                             | 1996 | 39   |
| 29   | Así es la vida | Francisco Múgica                              | 1939 | 38   |
| 29   | Moebius | Gustavo Mosquera R.                           | 1996 | 38   |
| 30   | Asesinato en el Senado de la Nación                                                                                | Juan José Jusid                               | 1984 | 36   |
| 30   | El crimen de Oribe                                                                                                 | Leopoldo Torres Ríos i Leopoldo Torre Nilsson | 1950 | 36   |
| 30   | Nazareno Cruz y el lobo                                                                                            | Leonardo Favio                                | 1975 | 36   |
| 30   | La parte del león                                                                                                  | Adolfo Aristarain                             | 1978 | 36   |
| 30   | Tres veces Ana | David José Kohon                              | 1961 | 36   |
| 31   | Fin de fiesta | Leopoldo Torre Nilsson                        | 1960 | 35   |
| 31   | No habrá más penas ni olvido                                                                                       | Héctor Olivera                                | 1983 | 35   |
| 32   | La fuga | Luis Saslavsky                                | 1937 | 34   |
| 32   | Hijo de hombre | Lucas Demare                                  | 1961 | 34   |
| 32   | Martín (Hache) | Adolfo Aristarain                             | 1997 | 34   |
| 32   | Un muro de silencio                                                                                                | Lita Stantic                                  | 1993 | 34   |
| 32   | Plata dulce | Fernando Ayala                                | 1982 | 34   |
| 33   | Dar la cara | José Martínez Suárez                          | 1962 | 32   |
| 33   | Kilómetro 111 | Mario Soffici                                 | 1938 | 32   |
| 33   | Sur | Fernando "Pino" Solanas                       | 1988 | 32   |
| 34   | El amor es una mujer gorda                                                                                         | Alejandro Agresti                             | 1988 | 31   |
| 34   | Cortázar | Tristán Bauer                                 | 1994 | 31   |
| 35   | El ángel desnudo                                                                                                   | Carlos Hugo Christensen                       | 1946 | 30   |
| 35   | Barrio gris | Mario Soffici                                 | 1954 | 30   |
| 35   | La muerte camina en la lluvia                                                                                      | Carlos Hugo Christensen                       | 1948 | 30   |
| 36   | La cifra impar | Manuel Antín                                  | 1962 | 29   |
| 36   | La noche de los lápices                                                                                            | Héctor Olivera                                | 1986 | 29   |
| 36   | La República perdida                                                                                               | Miguel Pérez                                  | 1983 | 29   |
| 37   | Un guapo del 900                                                                                                   | Leopoldo Torre Nilsson                        | 1960 | 28   |
| 37   | El lado oscuro del corazón                                                                                         | Eliseo Subiela                                | 1992 | 28   |
| 38   | La caída | Leopoldo Torre Nilsson                        | 1959 | 27   |
| 38   | La dama duende | Luis Saslavsky                                | 1945 | 27   |
| 38   | Los hijos de Fierro                                                                                                | Fernando "Pino" Solanas                       | 1975 | 27   |
| 38   | Invasión | Hugo Santiago Muchnick                        | 1969 | 27   |
| 38   | Los jóvenes viejos                                                                                                 | Rodolfo Kuhn                                  | 1962 | 27   |
| 39   | Mercado de Abasto                                                                                                  | Lucas Demare                                  | 1955 | 26   |
| 39   | Su mejor alumno | Lucas Demare                                  | 1944 | 26   |
| 39   | El vampiro negro                                                                                                   | Román Viñoly Barreto                          | 1953 | 26   |
| 39   | Viento norte | Mario Soffici                                 | 1937 | 26   |
| 39   | Yo, la peor de todas                                                                                               | María Luisa Bemberg                           | 1990 | 26   |
| 40   | Los muchachos de antes no usaban arsénico                                                                          | José Martínez Suárez                          | 1976 | 25   |
| 40   | Si muero antes de despertar                                                                                        | Carlos Hugo Christensen                       | 1952 | 25   |
| 41   | Aquello que amamos                                                                                                 | Leopoldo Torres Ríos                          | 1959 | 24   |
| 41   | Edad difícil | Leopoldo Torres Ríos                          | 1956 | 24   |
| 41   | Los gauchos judíos                                                                                                 | Juan José Jusid                               | 1975 | 24   |
| 41   | Los de la mesa 10                                                                                                  | Simón Feldman                                 | 1960 | 24   |
| 41   | Más allá del olvido                                                                                                | Hugo del Carril                               | 1956 | 24   |
| 41   | No abras nunca esa puerta                                                                                          | Carlos Hugo Christensen                       | 1952 | 24   |
| 41   | Tute Cabrero | Juan José Jusid                               | 1968 | 24   |
| 42   | Ayer fue primavera                                                                                                 | Fernando Ayala                                | 1955 | 23   |
| 43   | Donde mueren las palabras                                                                                          | Hugo Fregonese                                | 1946 | 22   |
| 43   | Eva Perón | Juan Carlos Desanzo                           | 1996 | 22   |
| 43   | Gerónima | Raúl Tosso                                    | 1986 | 22   |
| 43   | Historia de una noche                                                                                              | Luis Saslavsky                                | 1941 | 22   |
| 43   | Safo, historia de una pasión                                                                                       | Carlos Hugo Christensen                       | 1943 | 22   |

### Top 100 de 2022

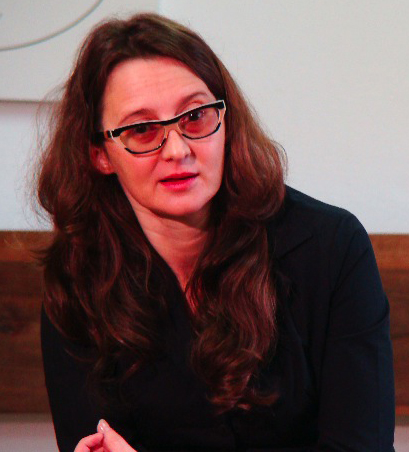
A l'enquesta de 2022, La Ciénaga (2001) de Lucrecia Martel (a la imatge) va resultar la més votada per àmplia diferència.

A causa de les coincidències en nombre de vots, el «Top 100» de l'«Enquesta de cinema 2022» en realitat consta de 103 pel·lícules dividides en 52 llocs. La llista total compta amb 812 títols i 62 llocs de rànquing, pertanyent a aquest últim lloc tots els títols que van tenir només un vot.
| Pos. | Títol | Director/a                               | Any  | Vots |
| ---- | --- | ---------------------------------------- | ---- | ---- |
| 1    | La Ciénaga | Lucrecia Martel                          | 2001 | 224  |
| 2    | Invasión | Hugo Santiago Muchnik                    | 1969 | 136  |
| 3    | Tiempo de revancha                                                                                                 | Adolfo Aristarain                        | 1981 | 124  |
| 4    | El dependiente | Leonardo Favio                           | 1969 | 108  |
| 5    | Crónica de un niño solo                                                                                            | Leonardo Favio                           | 1965 | 100  |
| 6    | La hora de los hornos                                                                                              | Fernando "Pino" Solanas i Octavio Getino | 1968 | 99   |
| 7    | Juan, como si nada hubiera sucedido                                                                                | Carlos Echeverría                        | 1987 | 96   |
| 8    | Pizza, birra, faso                                                                                                 | Bruno Stagnaro i Israel Adrián Caetano   | 1998 | 88   |
| 9    | Silvia Prieto | Martín Rejtman                           | 1999 | 86   |
| 10   | Nueve reinas | Fabián Bielinsky                         | 2000 | 80   |
| 11   | Juan Moreira | Leonardo Favio                           | 1973 | 79   |
| 12   | El aura | Fabián Bielinsky                         | 2005 | 74   |
| 13   | Los traidores | Raymundo Gleyzer                         | 1973 | 73   |
| 13   | Este es el romance del Aniceto y la Francisca, de cómo quedó trunco, comenzó la tristeza y unas pocas cosas más... | Leonardo Favio                           | 1966 | 73   |
| 14   | Las aguas bajan turbias                                                                                            | Hugo del Carril                          | 1952 | 71   |
| 15   | Historias extraordinarias                                                                                          | Mariano Llinás                           | 2008 | 69   |
| 16   | Esperando la carroza                                                                                               | Alejandro Doria                          | 1985 | 68   |
| 17   | Nazareno Cruz y el lobo                                                                                            | Leonardo Favio                           | 1975 | 67   |
| 18   | Más allá del olvido                                                                                                | Hugo del Carril                          | 1956 | 63   |
| 19   | Zama | Lucrecia Martel                          | 2017 | 62   |
| 19   | Prisioneros de la tierra                                                                                           | Mario Soffici                            | 1939 | 62   |
| 20   | Gatica, el mono | Leonardo Favio                           | 1993 | 61   |
| 21   | Rosaura a las diez                                                                                                 | Mario Soffici                            | 1958 | 55   |
| 22   | Pajarito Gómez (una vida feliz)                                                                                    | Rodolfo Kuhn                             | 1965 | 54   |
| 22   | Los rubios | Albertina Carri                          | 2003 | 54   |
| 22   | La casa del ángel                                                                                                  | Leopoldo Torre Nilsson                   | 1957 | 54   |
| 23   | Camila | María Luisa Bemberg                      | 1984 | 48   |
| 24   | Tire dié | Fernando Birri                           | 1960 | 47   |
| 24   | La mujer sin cabeza                                                                                                | Lucrecia Martel                          | 2008 | 47   |
| 25   | La Patagonia rebelde                                                                                               | Héctor Olivera                           | 1974 | 45   |
| 26   | El acto en cuestión                                                                                                | Alejandro Agresti                        | 1993 | 41   |
| 27   | La tregua | Sergio Renán                             | 1974 | 40   |
| 27   | Apenas un delincuente                                                                                              | Hugo Fregonese                           | 1949 | 40   |
| 28   | La historia oficial                                                                                                | Luis Puenzo                              | 1985 | 39   |
| 29   | La flor | Mariano Llinás                           | 2018 | 36   |
| 30   | La película del rey                                                                                                | Carlos Sorín                             | 1986 | 35   |
| 30   | La niña santa | Lucrecia Martel                          | 2004 | 35   |
| 31   | Si muero antes de despertar                                                                                        | Carlos Hugo Christensen                  | 1952 | 34   |
| 31   | Relatos salvajes                                                                                                   | Damián Szifron                           | 2014 | 34   |
| 31   | Bolivia | Israel Adrián Caetano                    | 2001 | 34   |
| 32   | El secreto de sus ojos                                                                                             | Juan José Campanella                     | 2009 | 33   |
| 33   | Los inundados | Fernando Birri                           | 1962 | 32   |
| 34   | Un lugar en el mundo                                                                                               | Adolfo Aristarain                        | 1992 | 30   |
| 34   | El silencio es un cuerpo que cae                                                                                   | Agustina Comedi                          | 2017 | 30   |
| 35   | Tiro de gracia | Ricardo Becher                           | 1969 | 28   |
| 36   | Últimos días de la víctima                                                                                         | Adolfo Aristarain                        | 1982 | 27   |
| 37   | La fe del volcán                                                                                                   | Ana Poliak                               | 2001 | 26   |
| 37   | Cuatreros | Albertina Carri                          | 2016 | 26   |
| 38   | Un oso rojo | Israel Adrián Caetano                    | 2002 | 25   |
| 39   | Mundo grúa | Pablo Trapero                            | 1999 | 24   |
| 40   | Sur | Fernando "Pino" Solanas                  | 1988 | 23   |
| 40   | Hombre mirando al sudeste                                                                                          | Eliseo Subiela                           | 1986 | 23   |
| 41   | Breve cielo | David José Kohon                         | 1969 | 22   |
| 42   | Los tallos amargos                                                                                                 | Fernando Ayala                           | 1956 | 21   |
| 43   | ¡Que vivan los crotos!                                                                                             | Ana Poliak                               | 1995 | 20   |
| 44   | Picado fino | Esteban Sapir                            | 1996 | 19   |
| 45   | No abras nunca esa puerta                                                                                          | Carlos Hugo Christensen                  | 1952 | 18   |
| 45   | Historias mínimas                                                                                                  | Carlos Sorín                             | 2002 | 18   |
| 46   | Tiempo de valientes                                                                                                | Damián Szifron                           | 2005 | 17   |
| 46   | Los muchachos de antes no usaban arsénico                                                                          | José Martínez Suárez                     | 1976 | 17   |
| 46   | Los hijos de Fierro                                                                                                | Fernando "Pino" Solanas                  | 1975 | 17   |
| 47   | Tangos, el exilio de Gardel                                                                                        | Fernando "Pino" Solanas                  | 1985 | 16   |
| 47   | Ofrenda | Claudio Caldini                          | 1978 | 16   |
| 47   | La parte del león                                                                                                  | Adolfo Aristarain                        | 1978 | 16   |
| 47   | La mano en la trampa                                                                                               | Leopoldo Torre Nilsson                   | 1961 | 16   |
| 47   | Gente en Buenos Aires                                                                                              | Eva Landeck                              | 1974 | 16   |
| 47   | Boquitas pintadas                                                                                                  | Leopoldo Torre Nilsson                   | 1974 | 16   |
| 48   | Un muro de silencio                                                                                                | Lita Stantic                             | 1993 | 15   |
| 48   | Señora de nadie | María Luisa Bemberg                      | 1982 | 15   |
| 48   | Los muertos | Lisandro Alonso                          | 2004 | 15   |
| 48   | La libertad | Lisandro Alonso                          | 2001 | 15   |
| 48   | Hombre de la esquina rosada                                                                                        | René Mugica                              | 1962 | 15   |
| 48   | Habeas corpus | Jorge Luis Acha                          | 1986 | 15   |
| 48   | Garage Olimpo | Marco Bechis                             | 1999 | 15   |
| 48   | Aniceto | Leonardo Favio                           | 2008 | 15   |
| 49   | Yo, la peor de todas                                                                                               | María Luisa Bemberg                      | 1990 | 14   |
| 49   | Mujeres que trabajan                                                                                               | Manuel Romero                            | 1938 | 14   |
| 49   | Los isleros | Lucas Demare                             | 1951 | 14   |
| 49   | Los guantes mágicos                                                                                                | Martín Rejtman                           | 2003 | 14   |
| 49   | Las mil y una | Clarisa Navas                            | 2020 | 14   |
| 49   | La guerra gaucha                                                                                                   | Lucas Demare                             | 1942 | 14   |
| 50   | Rapado | Martín Rejtman                           | 1992 | 13   |
| 50   | Parapalos | Ana Poliak                               | 2004 | 13   |
| 50   | Miss Mary | María Luisa Bemberg                      | 1986 | 13   |
| 50   | Las furias | Vlasta Lah                               | 1960 | 13   |
| 50   | Fin de fiesta | Leopoldo Torre Nilsson                   | 1960 | 13   |
| 50   | Felicidades | Lucho Bender                             | 2000 | 13   |
| 50   | El camino hacia la muerte del viejo Reales                                                                         | Gerardo Vallejo                          | 1974 | 13   |
| 50   | El abrazo partido                                                                                                  | Daniel Burman                            | 2004 | 13   |
| 51   | Vidalita | Luis Saslavsky                           | 1949 | 12   |
| 51   | Los paranoicos | Gabriel Medina                           | 2008 | 12   |
| 51   | Las veredas de Saturno                                                                                             | Hugo Santiago Muchnick                   | 1986 | 12   |
| 51   | La vuelta al nido                                                                                                  | Leopoldo Torres Ríos                     | 1938 | 12   |
| 51   | La antena | Esteban Sapir                            | 2007 | 12   |
| 51   | Dar la cara | José Martínez Suárez                     | 1962 | 12   |
| 52   | Rojo | Benjamín Naishtat                        | 2018 | 11   |
| 52   | P3ND3JO5 | Raúl Perrone                             | 2013 | 11   |
| 52   | La cabalgata del circo                                                                                             | Eduardo Boneo i Mario Soffici            | 1945 | 11   |
| 52   | Esquirlas | Natalia Garayalde                        | 2020 | 11   |
| 52   | El secuestrador | Leopoldo Torre Nilsson                   | 1958 | 11   |
| 52   | De eso no se habla                                                                                                 | María Luisa Bemberg                      | 1993 | 11   |
| 52   | Adiós a la memoria                                                                                                 | Nicolás Prividera                        | 2020 | 11   |